# お酒は夫婦になってから
『お酒は夫婦になってから』（おさけはふうふになってから）は、クリスタルな洋介による日本の漫画作品。無料マンガサイト『やわらかスピリッツ』（小学館）にて、2015年4月3日から2019年7月19日まで連載。
2017年5月1日の時点で、累計発行部数が25万部を突破した。また、アニメイトタイムズは4月29日の記事の中で、主人公・千里が酔った時に口にする「しふく！」というフレーズがカクテル好きの間で知られるようになったと報じている。

## ストーリー
PR会社「スピリッツコム」で働く水沢千里は無口ながらも、主任職を任されるほど有能かつ努力家で、周囲からも尊敬されていた。だが、アルコール類は一切嗜まない。一方で、彼女は愛する夫・壮良の前だけでは彼の手作りカクテルを呑み、仕事の時とは全く違った素のキャラクターをさらけ出すのだった。

本作はそんな二人の仲睦まじい日常を、酒類に関する薀蓄と共に描いたラブコメである。

## 登場人物
水沢 千里（みずさわ ちさと）
声 - 喜多村英梨
本作の主人公である28歳の会社員。役職は主任。旧姓は山賀。愛称はちーちゃん（ソラ限定）。長野県出身、身長159cm、視力0.01、血液型A型、誕生日は11月22日。巨乳。留学経験あり。お酒が好物。酩酊した際に無意識に眼鏡を外し、ポニーテールの髪をほどいて思わず「しふく」と口にするシーンが本作でのハイライトとなっている。
感情表現が苦手でクールに見られているが酔うと多弁になるとともに、本来隠している可愛らしい性格が露わとなる。自覚があるため、部下や同僚の前では決してアルコール類を口にしない。家事、特に料理に関しては狼狽癖の傾向が強く、ほとんどをソラに任せている。不器用なせいか、スポーツも苦手である。「レモ男」のグッズを集めるのが趣味。高校生のころに出会ったレモ男の着ぐるみが、来場者に対して細やかな気配りでサービスを行っていたのを目の当たりにし、PR会社に入社した。
カクテル一口で容易に酩酊してしまうが、実は「ソラのカクテルを飲んだ」という条件反射で本来の性格が露わになっているようで、劇中ではノンアルコールカクテルを飲んでいるにもかかわらず酩酊してソラに甘え、驚かせたことがある。
水沢 壮良（みずさわ そら）
声 - 市来光弘
千里の夫。家具デザイナー。愛称はソラ。東京都出身、身長172cm、血液型O型、誕生日は3月10日。母子家庭に育つ。優しく穏やかな性格だがここぞという時は頼もしい理想的な夫であり、不満な点を挙げろと言われた千里が答えに窮するほど。水沢家の家事全般を受け持つ。「召し上がれ」の押しには千里も敵わない。
普段から千里の体調や気分を瞬時に察して酒を作り、酔った千里の甘えを優しく受け止める一方で、デートでの失敗を機に「頼れる男になる」と決意したり、千里の過去の男性関係を勝手に想像して嫉妬したりと、男性的な一面を覗かせることもある。
バー「no rest」で働いていたことがあり、その時に千里と出会った。現在も時折ヘルプとしてカウンターに立てる技量を持ち、カクテルやおつまみのレシピにも精通している。酒類に関してはどうやら千里の父よりもさらにいける口のようだが、ソラ本人は「弱い」と公言している。ボルダリングやダーツ等を趣味とし、千里を軽々と抱き上げるなど身体能力も高い。ダーツの腕も高く、作中でもマスターとのゲームで披露している。
白石 結（しらいし ゆい）
声 - 朝井彩加
千里の同期で副主任。群馬県出身、身長160cm、血液型B型、誕生日は2月20日。千里をライバル視すると同時に憧れてもいる。一見気が強いが、実は千里と同じく気持ちを素直に表現するのが苦手なだけで、酔うと本来の優しく乙女な一面を見せる。千里と違い、人前でも平気で呑む。それほど酒に強くはなく、酔いつぶれては夫のマサキにおぶわれて帰るのがお約束。妹が二人いる。
他企業から給与1.5倍の条件で引抜をかけられるほどに優秀な人材であるが、今の同僚に頼られることに喜びを感じており、これからもともに働きたいと言って断るなど、義理堅い面を持つ。
桜井 小春（さくらい こはる）
声 - 仲田ありさ
千里の後輩。身長156cm、血液型A型、誕生日は7月2日。北海道出身だが、現在は祖母を含めた家族共々都内に転居し、実家で暮らしている。いわゆる「恋に憧れるお年頃」なものの、酒癖が悪く、合コンでいつも悪酔いして失敗している。学生時代の渾名は「無桜無春」、略称ムザ。決め台詞は「しあわせやぁ」。
後輩社員の茅ヶ崎の指導役であり、次第に彼と距離を縮めていく。茅ヶ崎のアメリカ短期出張を長期の出向と勘違いし、一人にされると思い込んで寂しさをぶつけた結果、それが結果的に告白になってしまい付き合いだす。終盤で茅ヶ崎のプロポーズを受け入れ、夫婦となる。
カエデ
千里の先輩社員。小春からは「ねーさん」と呼ばれる。仕事はできるようだが、やたらと理想が高いせいか未だ結婚できない。シャンパンを好む。SNSが好きで、インスタグラムに自撮りを上げ続けている。
末永
千里の同僚。身長が低く、無口で毒舌なゲーマー。特にFPSを得意とし、「ビッグベア」のニックネームでその界隈では知られたプレイヤーである。酒に弱い。恋愛や結婚を面倒くさがっている節がある。カエデに迂闊な口を利き、制裁を受けることが度々ある。
茅ヶ崎 創史（ちがさき そうじ）
新人社員。下の名前は11巻で判明した。中性的な顔立ちのイケメンであり、女装すると女性と見分けがつかなくなる。小春にたっぷりしごかれるが彼女の意外な一面を知って好意を持ち、小春の（勘違いが元の）告白を受けて付き合いだす。後にプロポーズした。実家は居酒屋「チガサキ」で、帰宅後は家業を手伝っており、そのためカクテルにも相応の知識を持っている。すっかり本人も忘れているが、結婚以前の千里やソラ、学生時代の小春とも出会ったことがある。姉と妹がいる。
課長
声 - 石塚運昇
白髪をオールバックにした痩せ気味の初老の男性。一人称は「ボク」。千里以上に酒が好物で、「ニコラシカ」を知るほどカクテルにも詳しい。「カナエ」という名前の孫娘がいる。
実はスピリッツコムの役員でありながら、「現場がいい」という理由で千里たちが働く課の課長職を兼任しているばかりか、イベントではレモ男の着ぐるみをきて来場者にサービスを行う。その細やかな気配りが学生時代の千里の目に留まり、スピリッツコム入社のきっかけとなった。職場でも部下に対しよく目を配っており、ユイが引抜をかけられながらも思いとどまったことを見抜いて感謝を伝えるなど、懐の広い人物である。
結婚40年の妻とは、毎日キスをする仲。
白石 正樹（しらいし まさき）
声 - 赤羽根健治
結の夫。部署は違うが、同じくスピリッツコムに勤めている。眼鏡を掛け、やや険の強い顔立ちをしている。結とは同い年だが、入社試験に一度失敗しており年数は一年短い。偶然も手伝って、ソラとも面識を持つ。
結と同じく素直な性格ではないため、結とは喧嘩が絶えないが、内心では深く愛し合っている。結の体調や心情を気遣い、温かい言葉をかけたりソラに習ったカクテルを作ったりするなど、妻思いの人物。
マスター
声 - 坂巻学
小春が通いつめるバー「no rest」のマスター。ソラにとっての「先生」でもある。言葉遣いこそべらんめえ口調で乱暴ではあるものの、泥酔して自暴自棄になる小春を諭すなど年の功を見せる。小春の告白や茅ヶ崎のプロポーズにも立ち会っており、二人にとってはキューピット的存在。
山賀（やまが）
千里の父。退職者。長野県在住。無口で照れ屋。酒好きであり、いつも一人で飲んでいた。ソラとの顔合わせでは緊張しすぎて余計に無口になってしまい、ソラに怒らせていないか心配されたり、千里からはソラとの結婚を認めていないのではないかと怯れられたりしていた。千里と同じく一口で酔いの回る体質で、「至福」を口癖とする。
千里の母
フランス人と日本人のハーフ。陽気な性格。千里でさえ見抜けない夫の真意を知る唯一の人物。娘同様、「レモ男」を愛する。
カヨコ
ソラの実母。ベリーショートのスタイリッシュな中年婦人。ソラでさえ振り回される奔放さの持ち主。ただし時間には厳しい。
ソラの継父
ソラの実父の死後、カヨコと再婚した相手。イタリア人。温厚で陽気な性格。ホテルのシェフであり、料理の腕は文字通りプロ。家事のできないカヨコに代わり家事全般を受け持ち、家事ができず悩む千里に「アナタの仕事はソラに甘えること」と諭した。
ソラの実父
カヨコの回想シーンにのみ登場。ソラは父の記憶は持っていない。ジントニックが好物だった。ソラと同じく、カヨコに酒を作っていたらしい。
ヴァネッサ
フランス人。千里とは大学時代からの友人で、その後もソラの口説き方などを相談する仲だった。日本語は少し話せるが、なぜか関西弁である。
ふわ美
大学時代からの小春の友人で、現在も合コン仲間。
オカル子
ふわ美同様に小春の友人で、黒髪の女性。職業占い師。本名は薫子。
レモ男
とある酒造メーカーが作ったマスコットキャラクター。元となった製品PRの役目は終えたものの、キモカワイさが受けて現在でもカルト的な人気を誇っており、他商品のPRや関連グッズ等で続投中である。

## 書誌情報
- クリスタルな洋介 『お酒は夫婦になってから』 小学館〈ビッグコミックススペシャル〉、全12巻
  1. 2015年10月9日発売[11]、ISBN 978-4-09-187250-0
  2. 2016年1月12日発売[12]、ISBN 978-4-09-187384-2
  3. 2016年5月12日発売[13]、ISBN 978-4-09-187685-0
  4. 2016年8月12日発売[14]、ISBN 978-4-09-187814-4
  5. 2016年12月12日発売[15]、ISBN 978-4-09-189310-9
  6. 2017年5月12日発売[16]、ISBN 978-4-09-189459-5
  7. 2017年9月29日発売[17]、ISBN 978-4-09-189670-4
  8. 2017年12月12日発売[18]、ISBN 978-4-09-189742-8
  9. 2018年4月12日発売[19]、ISBN 978-4-09-189846-3
  10. 2018年8月9日発売[20]、ISBN 978-4-09-860095-3
  11. 2019年4月12日発売[21]、ISBN 978-4-09-860262-9
  12. 2019年9月12日発売[22]、ISBN 978-4-09-860344-2

## テレビアニメ
2017年4月、TVアニメ化されることが発表された。2017年10月より12月までTOKYO MXほかにて5分枠の短編アニメとして放送された。放送終了後、未放送となる第14話が2018年10月6日から8日までGYAO!にて配信される。

### スタッフ
- 総監督・音響監督 - ひらさわひさよし[25]
- 監督 - 橘さおり
- シリーズ構成・脚本 - WORDS in STEREO
- キャラクターデザイン・総作画監督 - 花井柚都子
- 美術監督 - 青木伽耶
- 色彩設計 - 空久保美貴
- 撮影監督 - 林幸司
- 音楽 - ISAO
- プロデューサー - 田中亮祐、吉尾宗太、和智恭矢、相島豪太、齋藤宙央
- アニメーションプロデューサー - はたなかたいち[25]
- アニメーション制作 - Creators in Pack[25]
- 製作 - 「お酒は夫婦になってから」製作委員会

### 主題歌
「Don't Let Me Down」
Cellchromeによる主題歌。作詞はMizki、作曲は小田桐ゆうき、編曲は中谷信行と小田桐。

### 各話リスト
| 話数   | サブタイトル         | 絵コンテ        | 演出           | 作画監督            |
| ------ | -------------------- | --------------- | -------------- | ------------------- |
| 1杯め  | 梅スプレッド         | 橘さおり        | 橘さおり       | 花井柚都子          |
| 2杯め  | みかんブリーゼ       | 橘さおり        | 橘さおり       | 花井柚都子          |
| 3杯め  | シンデレラ           | 橘さおり        | 橘さおり       | 花井柚都子          |
| 4杯め  | スプリッツァー       | 橘さおり        | 橘さおり       | 中武学              |
| 5杯め  | 特製バナナカクテル   | 橘さおり        | 橘さおり       | なつのはむと        |
| 6杯め  | ベリーニ             | 藤崎有          | 藤崎有         | 花井柚都子          |
| 7杯め  | アイリッシュコーヒー | 日下部智津子    | 日下部智津子   | 松林志穂美          |
| 8杯め  | 玉子酒               | ヤマサキオサム  | ヤマサキオサム | なつのはむと        |
| 9杯め  | ズーム               | 藤崎有          | 藤崎有         | 花井柚都子          |
| 10杯め | シャンディガフ       | 伊東優一        | 伊東優一       | 芳我恵理子          |
| 11杯め | 雨の夜に             | 藤崎有          | 藤崎有         | なつのはむと        |
| 12杯め | ファーストタイム     | 橘さおり 藤崎有 | 橘さおり       | なつのはむと        |
| 13杯め | マンゴーフローズン   | 橘さおり        | 橘さおり       | なつのはむと        |
| 14杯め | ゆず熱燗             | 太田里香        | 太田里香       | 高田奈央子 太田里香 |

### 放送局
| 放送期間                      | 放送時間                     | 放送局     | 対象地域 | 備考             |
| ----------------------------- | ---------------------------- | ---------- | -------- | ---------------- |
| 2017年10月4日 - 12月27日      | 水曜 1:00 - 1:05（火曜深夜） | TOKYO MX   | 東京都   | 製作参加         |
|                               | 水曜 2:00 - 2:05（火曜深夜） | サンテレビ | 兵庫県   |                  |
| 2017年10月10日 - 2018年1月2日 | 火曜 22:15 - 22:20           | AT-X       | 日本全域 | リピート放送あり |

| 配信開始日    | 配信時間           | 配信サイト |
| ------------- | ------------------ | ---------- |
| 2017年10月4日 | 水曜 1:00 更新     | GYAO!      |
|               | 水曜 23:35 - 23:40 | AbemaTV    |

### BD
| 巻                  | 発売日         | 収録話          | 規格品番   |
| ------------------- | -------------- | --------------- | ---------- |
| 1                   | 2018年1月24日  | 第1話 - 第5話   | VPXY-71574 |
| 2                   | 2018年2月21日  | 第6話 - 第9話   | VPXY-71575 |
| 3                   | 2018年3月21日  | 第10話 - 第13話 | VPXY-71576 |
| アニメ エディション | 2018年11月28日 | 第1話 - 第14話  | VPXY-71652 |